# Equolo
L'equolo è un composto diidrossifenolico che è stato identificato per la prima volta nel 1932 nell'urina di cavalle gravide (ed è questa l'origine del suo nome) e, solo all'inizio degli anni ottanta, è stato identificato anche nell'urina umana.

## Il metabolismo
L'equolo è un metabolita chiave della daidzeina, uno degli isoflavoni glicosidici presenti nella soia. L'equolo si forma dopo idrolisi intestinale della daidzeina e successiva biotrasformazione da parte della flora batterica del colon, non si tratta quindi di una molecola di origine vegetale perché è prodotta esclusivamente dal metabolismo batterico intestinale.
Nella popolazione umana solo il 25-50% degli adulti riesce a produrre naturalmente equolo dopo ingestione di prodotti a base di soia; la percentuale è più elevata nei vegetariani e negli individui asiatici. Si può quindi parlare di individui in grado di produrre equolo e individui che non sono capaci di produrne in modo naturale.
I primi studi in vitro dell'equolo, isolato dall'urina della pecora, hanno mostrato un'affinità di legame per i recettori estrogenici paragonabile a quella dell'estradiolo (presente in molti contraccettivi ormonali e nella terapia ormonale sostitutiva), e circa 4 volte superiore rispetto all'affinità del suo precursore daidzeina.
In particolare, l'equolo ha mostrato una maggiore affinità per i recettori ERβ piuttosto che per i recettori ERα.

## La farmacocinetica
La farmacocinetica dell'equolo è differente rispetto a quella della daidzeina perché ha una più alta biodisponibilità e una clearance più lenta

## L'azione estrogenica
La sua funzione estrogenica è particolarmente evidente nei confronti dei disturbi vasomotori tipici della perimenopausa e della menopausa dovuti a una diminuzione nella produzione di estrogeni, come sudorazione, vampate di calore e sbalzi di umore. Questa sintomatologia risulta sensibilmente ridotta dalla supplementazione con equolo sia nei soggetti che lo producono naturalmente che nei soggetti che non lo producono.
Tra gli effetti dell'equolo si registra anche quello di prevenire la perdita di tessuto osseo in misura paragonabile all'estradiolo, senza esercitare attività estrogenica sulla muscolatura uterina. Studi recenti dimostrano anche che la supplementazione di equolo riduce il riassorbimento osseo e aumenta la densità di massa ossea sia nelle donne non produttrici che produttrici di equolo

## Profilo di sicurezza e tollerabilità
Non sono stati riscontrati effetti collaterali importanti, né interazioni con farmaci da parte dell'equolo, anzi gli studi sino a oggi condotti hanno dimostrato che questa molecola è sicura a dosi molto più alte di quelle associate ai suoi effetti terapeutici.